# Digitaria dioica
Digitaria dioica là một loài thực vật có hoa trong họ Hòa thảo. Loài này được Killeen & Rúgolo mô tả khoa học đầu tiên năm 1992.